# Verwaltungsgemeinschaft Heidegrund
Die Verwaltungsgemeinschaft Heidegrund war eine Verwaltungsgemeinschaft im Burgenlandkreis, Sachsen-Anhalt, Deutschland.
Sie bestand aus den Gemeinden Goldschau, Heidegrund, Meineweh, Stadt Osterfeld, Unterkaka und Waldau.
Am 1. Januar 2005 wurde die Verwaltungsgemeinschaft aufgelöst und die Gemeinden in die Verwaltungsgemeinschaft Wethautal eingegliedert.